# Salix torulosa
Salix torulosa är en videväxtart som beskrevs av Carl Friedrich von Ledebour och Ernst Rudolf von Trautvetter. Salix torulosa ingår i släktet viden, och familjen videväxter. Inga underarter finns listade i Catalogue of Life.